# Continvoir
Continvoir est une commune française du département d'Indre-et-Loire dans la région Centre-Val de Loire.

## Géographie

### Localisation
La commune est située dans la Touraine angevine, anciennement province d'Anjou jusqu'à la Révolution française.
|           | Rillé            | Hommes               |
| Gizeux    | Continvoir       | Avrillé-les-Ponceaux |
| Bourgueil | Benais, Restigné | Langeais             |

### Hydrographie

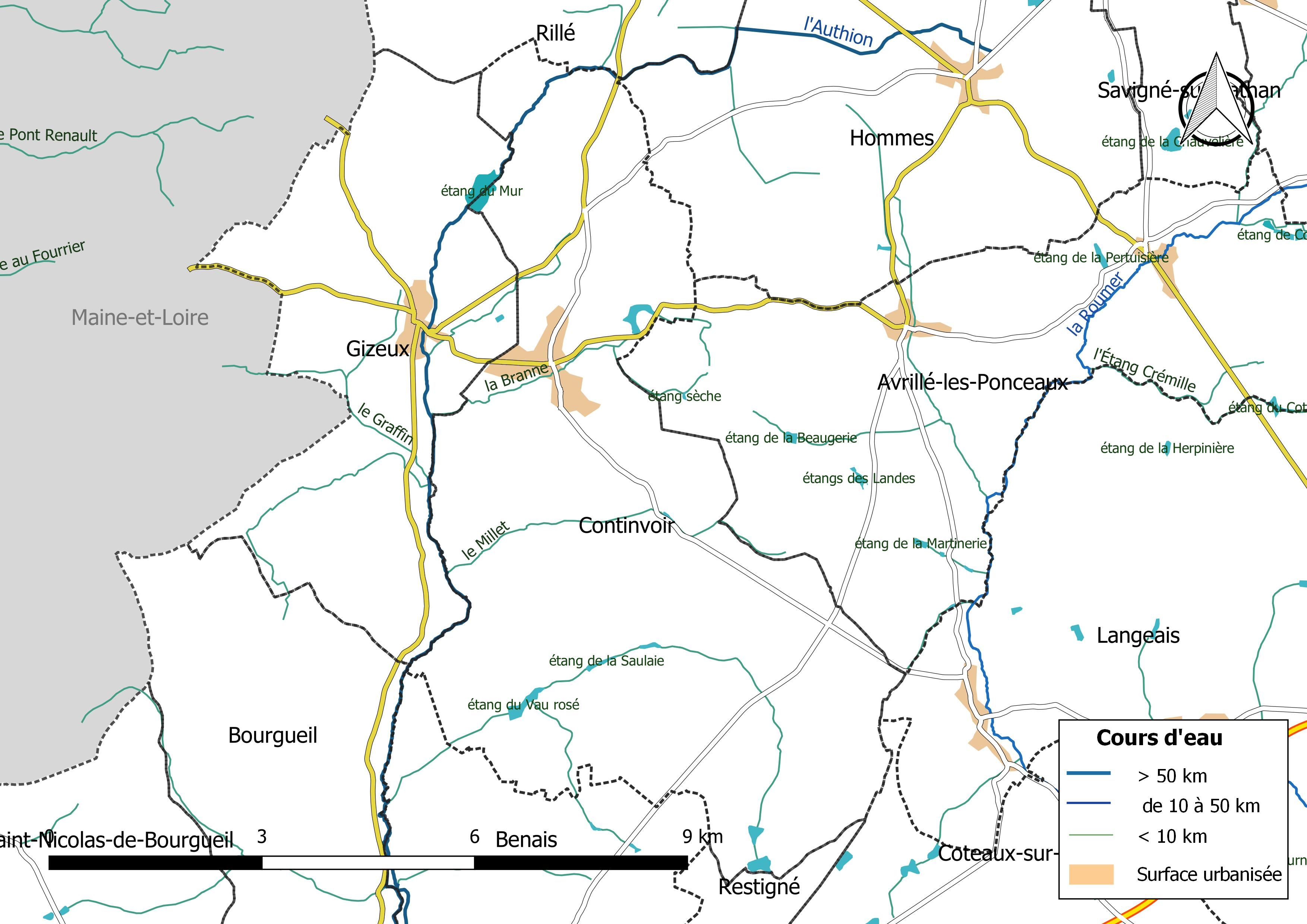
Réseau hydrographique de Continvoir.

Le réseau hydrographique communal, d'une longueur totale de 23,08 km, comprend un cours d'eau notable, l'Authion (3,124 km), qui prend localement le nom de Changeon, et sept petits cours d'eau dont la Branne (3,598 km), le Millet (4,777 km) et le Graffin,.
L'Authion, d'une longueur totale de 99,8 km, prend sa source à 86 m d'altitude près de Bourgueil, à Hommes, à la fontaine de la Favrie.  et se jette  dans la Loire près d'Angers à Sainte-Gemmes-sur-Loire, à 15 m d'altitude, après avoir traversé 29 communes. 
Sur le plan piscicole, l'Authion est classé en deuxième catégorie piscicole. Le groupe biologique dominant est constitué essentiellement de poissons blancs (cyprinidés) et de carnassiers (brochet, sandre et perche).
Dix zones humides ont été répertoriées sur la commune par la direction départementale des territoires (DDT) et le conseil départemental d'Indre-et-Loire : « la vallée du Ruisseau de Millet », « la vallée du Ruisseau de Saint-Gilles », « la vallée du Changeon du Moulin Foulon au Moulin Boutard », « l'étang du Buisson du Houx », « la prairies humides du Changeon », « l'étang du Mur », « Le Grand l'étang de la Forêt de Benais », « l'étang de la Lande du Poteau de la Forêt », « l'étang de la Douce », « la tourbière de Gizeux », « l'étang de la Barre » et « la vallée du Changeon de la Besselière à Gravoteau »,.

### Climat
Pour des articles plus généraux, voir Climat du Centre-Val de Loire et Climat d'Indre-et-Loire.
En 2010, le climat de la commune est de type climat océanique altéré, selon une étude du CNRS s'appuyant sur une série de données couvrant la période 1971-2000. En 2020, Météo-France publie une typologie des climats de la France métropolitaine dans laquelle la commune est exposée à un climat océanique et est dans la région climatique Moyenne vallée de la Loire, caractérisée par une bonne insolation (1 850 h/an) et un été peu pluvieux.
Pour la période 1971-2000, la température annuelle moyenne est de 11,6 °C, avec une amplitude thermique annuelle de 14,7 °C. Le cumul annuel moyen de précipitations est de 687 mm, avec 11,1 jours de précipitations en janvier et 6,5 jours en juillet. Pour la période 1991-2020, la température moyenne annuelle observée sur la station météorologique de Météo-France la plus proche, sur la commune de Channay-sur-Lathan à 11 km à vol d'oiseau, est de 12,1 °C et le cumul annuel moyen de précipitations est de 708,7 mm,. Pour l'avenir, les paramètres climatiques de la commune estimés pour 2050 selon différents scénarios d'émission de gaz à effet de serre sont consultables sur un site dédié publié par Météo-France en novembre 2022.

## Urbanisme

### Typologie
Au 1er janvier 2024, Continvoir est catégorisée commune rurale à habitat très dispersé, selon la nouvelle grille communale de densité à sept niveaux définie par l'Insee en 2022.
Elle est située hors unité urbaine. Par ailleurs la commune fait partie de l'aire d'attraction de Tours, dont elle est une commune de la couronne,. Cette aire, qui regroupe 162 communes, est catégorisée dans les aires de 200 000 à moins de 700 000 habitants,.

### Occupation des sols
L'occupation des sols de la commune, telle qu'elle ressort de la base de données européenne d’occupation biophysique des sols Corine Land Cover (CLC), est marquée par l'importance des forêts et milieux semi-naturels (72,6 % en 2018), une proportion sensiblement équivalente à celle de 1990 (73 %). La répartition détaillée en 2018 est la suivante : 
forêts (71,2 %), terres arables (13,3 %), zones agricoles hétérogènes (7,8 %), prairies (4,3 %), zones urbanisées (2 %), milieux à végétation arbustive et/ou herbacée (1,4 %). L'évolution de l’occupation des sols de la commune et de ses infrastructures peut être observée sur les différentes représentations cartographiques du territoire : la carte de Cassini (XVIIIe siècle), la carte d'état-major (1820-1866) et les cartes ou photos aériennes de l'IGN pour la période actuelle (1950 à aujourd'hui).

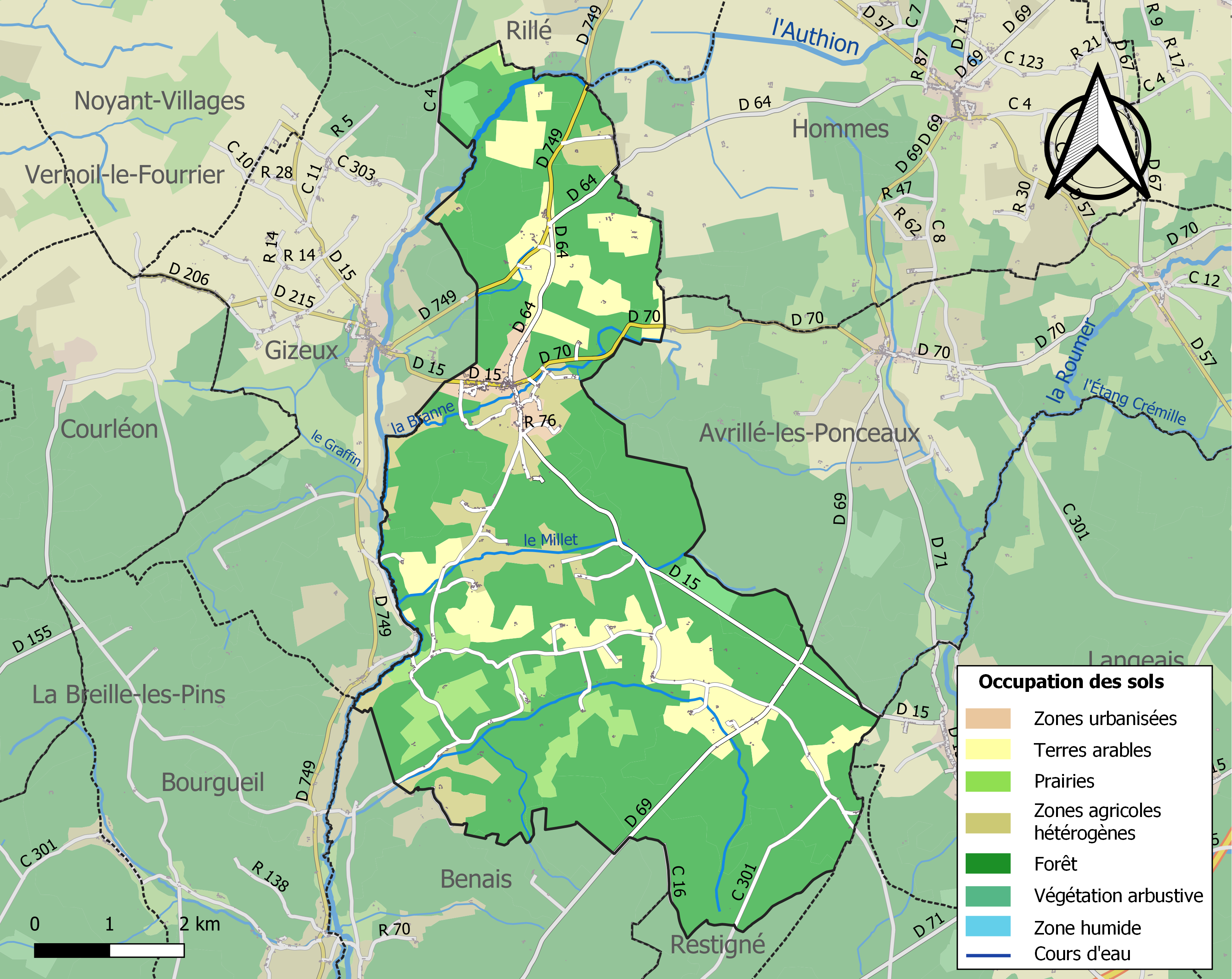
Carte des infrastructures et de l'occupation des sols de la commune en 2018 (CLC).

### Risques majeurs
Le territoire de la commune de Continvoir est vulnérable à différents aléas naturels : météorologiques (tempête, orage, neige, grand froid, canicule ou sécheresse), feux de forêts et séisme (sismicité faible). Il est également exposé à un risque technologique, le risque nucléaire. Un site publié par le BRGM permet d'évaluer simplement et rapidement les risques d'un bien localisé soit par son adresse soit par le numéro de sa parcelle.

#### Risques naturels
Pour anticiper une remontée des risques de feux de forêt et de végétation vers le nord de la France en lien avec le dérèglement climatique, les services de l’État en région Centre-Val de Loire (DREAL, DRAAF, DDT) avec les SDIS ont réalisé en 2021 un atlas régional du risque de feux de forêt, permettant d’améliorer la connaissance sur les massifs les plus exposés. La commune, étant pour partie dans le massif de Bourgueii, est classée au niveau de risque 1, sur une échelle qui en comporte quatre (1 étant le niveau maximal).

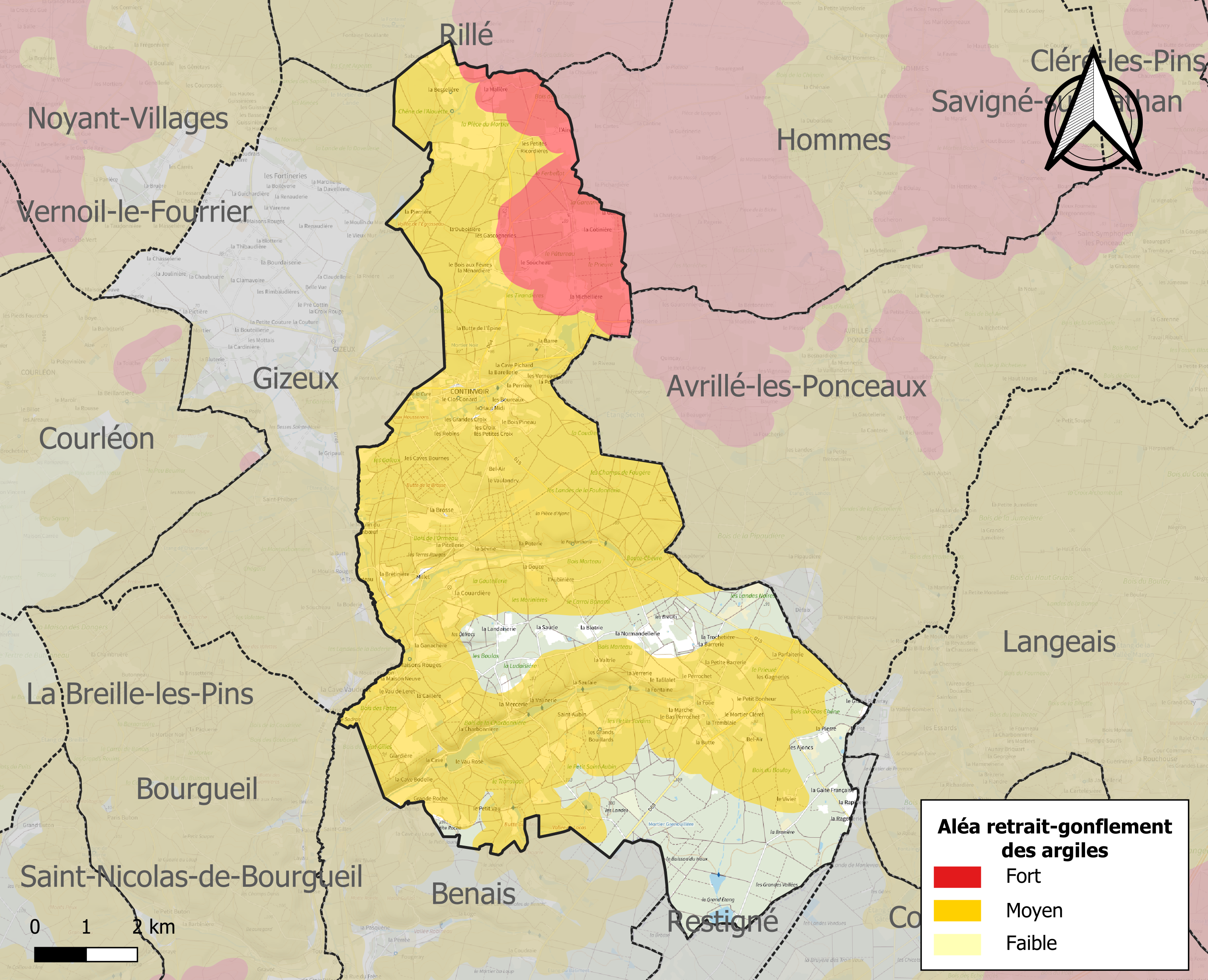
Carte des zones d'aléa retrait-gonflement des sols argileux de Continvoir.

Le retrait-gonflement des sols argileux est susceptible d'engendrer des dommages importants aux bâtiments en cas d’alternance de périodes de sécheresse et de pluie. 79,7 % de la superficie communale est en aléa moyen ou fort (90,2 % au niveau départemental et 48,5 % au niveau national). Sur les 320 bâtiments dénombrés sur la commune en 2019, 288 sont en aléa moyen ou fort, soit 90 %, à comparer aux 91 % au niveau départemental et 54 % au niveau national. Une cartographie de l'exposition du territoire national au retrait gonflement des sols argileux est disponible sur le site du BRGM,.
Concernant les mouvements de terrains, la commune a été reconnue en état de catastrophe naturelle au titre des dommages causés par des mouvements de terrain en 1999.

#### Risques technologiques
En cas d’accident grave, certaines installations nucléaires sont susceptibles de rejeter dans l’atmosphère de l’iode radioactif. La commune étant située dans le périmètre immédiat de 5 km autour de la centrale nucléaire de Chinon, elle est exposée au risque nucléaire. À ce titre les habitants de la commune ont bénéficié, à titre préventif, d'une distribution de comprimés d’iode stable dont l’ingestion avant rejet radioactif permet de pallier les effets sur la thyroïde d’une exposition à de l’iode radioactif. En cas d'incident ou d'accident nucléaire, des consignes de confinement ou d'évacuation peuvent être données et les habitants peuvent être amenés à ingérer, sur ordre du préfet, les comprimés en leur possession.

## Histoire
Partie intégrante de la province d'Anjou et de son histoire, Continvoir et la région de Bourgueil (y compris le domaine du château de Gizeux et jusqu'à Château-la-Vallière) furent rattachées en 1790 au tout nouveau département d'Indre-et-Loire.
En 1343, le sel devient un monopole d'État par une ordonnance du roi Philippe VI de Valois, qui institue la gabelle, la taxe sur le sel. L'Anjou fait partie des pays de « grande gabelle » et comprend seize tribunaux spéciaux ou « greniers à sel », dont celui de Bourgueil.
Le 24 mai 1589, Duplessis-Mornay gouverneur de Saumur (1589-1621) ne commande pas seulement la ville de Saumur, il prend la tête d'un gouvernement spécial qui est détaché de l'Anjou. Cette sénéchaussée de Saumur, englobe au nord de la Loire le pays de Bourgueil.
Continvoir et le pays bourgueillois (s'étendant jusqu'à Ingrandes vers l'est et jusqu'au château de Gizeux au nord) dépendra de la sénéchaussée de Saumur jusqu'à la Révolution française.

## Politique et administration

### Tendances politiques et résultats
| Scrutin             | Scrutin             | 1er tour | 1er tour | 1er tour | 1er tour | 1er tour  | 1er tour | 1er tour | 1er tour  | 1er tour | 1er tour | 1er tour | 1er tour | 2d tour | 2d tour | 2d tour | 2d tour | 2d tour | 2d tour |
| Scrutin             | Scrutin             | 1er      | 1er      | %        | 2e       | 2e        | %        | 3e       | 3e        | %        | 4e       | 4e       | %        | 1er     | 1er     | %       | 2e      | 2e      | %       |
| ------------------- | ------------------- | -------- | -------- | -------- | -------- | --------- | -------- | -------- | --------- | -------- | -------- | -------- | -------- | ------- | ------- | ------- | ------- | ------- | ------- |
| Présidentielle 2017 | Présidentielle 2017 |          | FN       | 33,22    |          | LR        | 20,49    |          | EM        | 18,37    |          | LFI      | 14,49    |         | FN      | 51,03   |         | EM      | 48,97   |
| Présidentielle 2022 | Présidentielle 2022 |          | RN       | 42,00    |          | LREM      | 21,20    |          | LFI       | 14,80    |          | REC      | 7,20     |         | RN      | 63,31   |         | LREM    | 36,69   |
| Législatives 2022   | 5e                  |          | RN       | 41,56    |          | MoDem-Ens | 20,78    |          | PCF-Nupes | 13,64    |          | REC      | 7,79     |         | RN      | 63,87   |         | MoDem   | 36,13   |
| Législatives 2024   | 5e                  |          | RN       | 51,26    |          | MoDem-Ens | 20,60    |          | PCF-NFP   | 18,59    |          | LR       | 7,04     |         | RN      | 60,00   |         | MoDem   | 40,00   |

## Population et société

### Évolution démographique
L'évolution du nombre d'habitants est connue à travers les recensements de la population effectués dans la commune depuis 1793. Pour les communes de moins de 10 000 habitants, une enquête de recensement portant sur toute la population est réalisée tous les cinq ans, les populations de référence des années intermédiaires étant quant à elles estimées par interpolation ou extrapolation. Pour la commune, le premier recensement exhaustif entrant dans le cadre du nouveau dispositif a été réalisé en 2005.

En 2022, la commune comptait 467 habitants, en évolution de +12,26 % par rapport à 2016 (Indre-et-Loire : +1,67 %, France hors Mayotte : +2,11 %).
| 1793 | 1800 | 1806 | 1821 | 1831 | 1836  | 1841  | 1846  | 1851  |
| ---- | ---- | ---- | ---- | ---- | ----- | ----- | ----- | ----- |
| 808  | 733  | 872  | 900  | 940  | 1 001 | 1 010 | 1 036 | 1 030 |

| 1856  | 1861 | 1866 | 1872 | 1876 | 1881 | 1886 | 1891 | 1896 |
| ----- | ---- | ---- | ---- | ---- | ---- | ---- | ---- | ---- |
| 1 043 | 978  | 988  | 926  | 882  | 828  | 824  | 831  | 812  |

| 1901 | 1906 | 1911 | 1921 | 1926 | 1931 | 1936 | 1946 | 1954 |
| ---- | ---- | ---- | ---- | ---- | ---- | ---- | ---- | ---- |
| 789  | 788  | 783  | 696  | 718  | 641  | 662  | 701  | 647  |

| 1962 | 1968 | 1975 | 1982 | 1990 | 1999 | 2005 | 2006 | 2010 |
| ---- | ---- | ---- | ---- | ---- | ---- | ---- | ---- | ---- |
| 605  | 570  | 439  | 479  | 420  | 449  | 463  | 458  | 467  |

| 2015 | 2020 | 2022 | - | - | - | - | - | - |
| ---- | ---- | ---- | - | - | - | - | - | - |
| 420  | 458  | 467  | - | - | - | - | - | - |

### Enseignement
Continvoir se situe dans l'Académie d'Orléans-Tours (Zone B) et dans la circonscription de Saint-Cyr-sur-Loire.
L'école primaire accueille les élèves de la commune.

## Culture locale et patrimoine

### Lieux et monuments
- Kiosque à musique construit en 1910 lors de la création de la Société de musique qui a connu ses heures de gloire dans les années 1920 en comptant près de 50 musiciens. Actuellement, chaque été, Continvoir fête son kiosque en organisant des animations qui font revivre le cœur du village.
- Manoir du début du XXe siècle, bâti en pierre de taille, qui abrite actuellement la mairie.
- Un monument mégalithique, unique en Touraine[réf. nécessaire], un cromlech composé d'un ensemble de huit blocs de pierre disposés en cercle dont l'origine remonte au néolithique.
- L'étang du "pré de la Cure". Créé en 1982, ce plan d'eau accueille les amateurs de pêche et de tranquillité. Pour les pêcheurs, l'accès se fait en achetant une carte auprès de l'association "les Martins Pêcheurs".
- Ancienne gare de Gizeux-Continvoir : souvenir de l'époque où la commune était desservie par la Compagnie de chemins de fer départementaux. Inaugurée le 8 mars 1885 cette ligne métrique disparaîtra en 1949 pour des raisons économiques.

En traversant le bourg, depuis l'étang pour aller vers l’église, se trouvent trois maisons anciennes dont la construction semble remonter au XVe ou XVIe siècle[réf. nécessaire].
L'édification de l'église, située 1 Rue du Manoir, remonte autour de 1050. Son clocher sera renversé par un ouragan le 15 mars 1751 et elle subira un incendie en 1777 dont on trouve encore des traces sur la charpente. Elle sera restaurée entièrement entre 1856 et 1863. Le vitrail au-dessus de l'autel représente saint Martin prêchant sous un châtaignier en l'an 388. Trois vitraux situés dans la nef sud, réalisés par Julien Fournier et installés en 1886, présentent les événements de la vie de saint Martin. Dans le chœur on peut remarquer un bas-relief représentant l'Adoration des Mages attribué au sculpteur Simon Guillain dit de Cambrai. Cette église dédiée à saint Martin dépendait du prieuré Saint-Cosme, près de Tours. De la construction primitive il reste sa façade romane avec sa porte en plein cintre surmontée d’une fenêtre.
- Lavoir communal, alimenté par la Branne, datant du XIXe siècle et entièrement restauré en 1997.
- Le château des Ricordières édifié à partir de 1585 par Philippe Sorée, conseiller du roi.
- Les landes Saint-Martin. Ce site propose au promeneur de découvrir les différentes essences qui composent les bois de Continvoir. Parmi celles-ci, des châtaigniers aux formes étonnantes. Au cœur de ces landes, surplombant l'étang du Vau Rozet, se trouve un logis seigneurial datant du XVIe siècle.

### Blasonnement
|  | Les armoiries de Continvoir se blasonnent ainsi : Écartelé: au 1er de gueules au kiosque à musique du lieu d'or, au 2e d'argent à la feuille de châtaignier de sinople posée en bande, au 3e d'argent à la fleur de lis d'azur, au 4e de gueules à l'épée basse d'or. |